# إقليم دكا
إقليم دكا (بالبنغالية: ঢাকা বিভাগ)‏ هو أحد التقسيمات الإدارية في بنغلاديش، عاصمته مدينة دكا عاصمة ناحية دكا والإقليم وبنغلاديش نفسها. تبلغ مساحته 20,508.8 كم² ويبلغ عدد سكانه أكثر من 44 مليون نسمة، يسجل الإقليم معدل نمو سنوي قدره 1.94٪ متجاوزًا المتوسط الوطني البالغ 1.22٪.
يحد الإقليم جميع الأقاليم الإدارية في بنغلاديش باستثناء إقليم رنكبور. يحده إقليم ميمينسينغ من الشمال وإقليم باريسال من الجنوب وإقليم جاتجام من الشرق والجنوب الشرقي وإقليم سلهت من الشمال الشرق وإقليم راجشاهي من الغرب وإقليم كهلنا من الجنوب الغربي.

## التأثيل
لا يعرف أصل واحد لاسم دكا وتوجد عدة نظريات حول أصله. ربما يكون مشتقًا من شجرة داك التي كانت منتشرة في المنطقة، أو من اسم داكيشواري الإلهة الراعية للمكان، أو من اسم آلة داك الإيقاعية التي يُقال إنها عُزفت بأمر من صوبه دار إسلام خان الأول عند افتتاحه لعاصمة البنغال عام 1610.
كما تذكر بعض المراجع أن اسد دكا ربما مأخوذ من كلمة دكا بهاسا أو من كلمة داككا في لغة براكريت والتي تعني محطة مراقبة، أو ربما تكون مأخوذة من دافاكا التي ورد ذكرها في نقش عمود الله أباد لسمودراجوبتا. يذكر في راجاترانجيني التي كتبها براهمان كشميري أن المنطقة تُعرف في الأصل باسم "داكا". كلمة "داكا" تعني برج المراقبة، تقع حصون بيكرامبور وسونارغون في مكان قريب من دكا، ربما هذه أبراج المراقبة المقصودة التي أخذت منها المدينة اسمها.

## التاريخ
تعود المستوطنات الحضرية الأولى في منطقة دكا الحالية إلى الألفية الأولى من الميلاد. كانت المنطقة جزءًا من بيكرامبور القديمة التي حكمتها سلالة سينا. كانت مدينة دولسامودرا القديمة في غازيبور الحالية واحدة من عواصم إمبراطورية بالا البوذية. بنيت بها حصون توك وإكدالا في القرن السادس الميلاد. كانت مدينة تشيناشخانيا عاصمة تشاندالا وكان مدينة سريبور الحديثة عاصمة شيشو بال. بعد أن دخل الإسلام المنطقة نقل مركزها إلى مدينة سونارغون التاريخية والتي كانت تشكل المركز الإداري الإقليمي لسلطنات دلهي والبنغال.
أنشأ سليمان خان كراني إمارة مستقلة في منطقة بهاتي التي تضم الآن جزءًا من منطقة دكا الكبرى وأجزاء من منطقة ميمنسينغ. ساعده في تأسيس ملكه تاج خان كاراني وعيسى خان الأفغاني وساعداه على بسط ملكه على سونارغون وميمنسينغ عام 1564. تمكن عيسى خان من تعزيز قوته ومكانته حتى عينه البلاط المغولي حاكمًا على المنطقة في عام 1571.

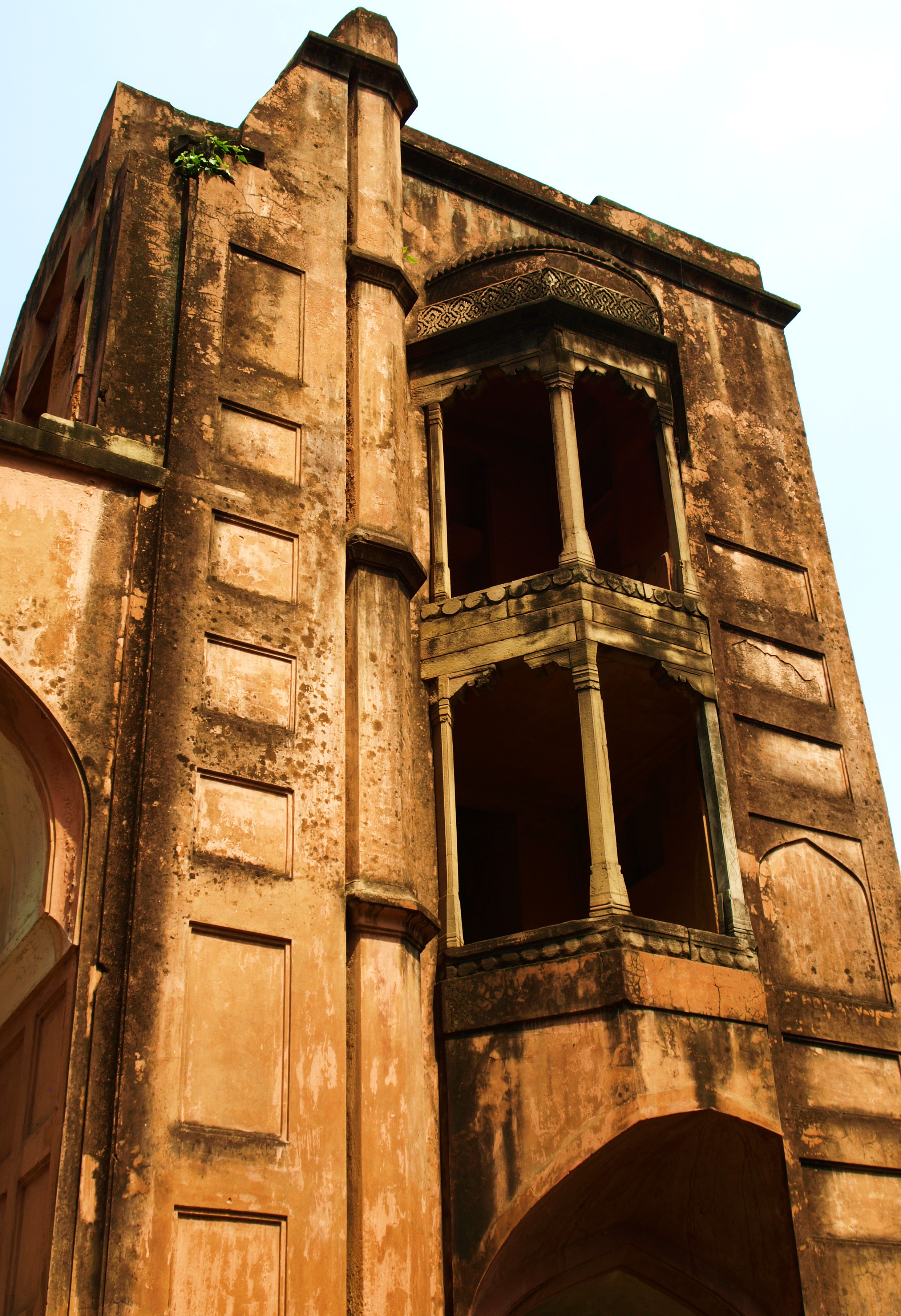
أطلال حصن Lalbagh Fort

غزا إسلام خان تشيستي المنطقة في عهد نور الدين جهانكير وأدخلها تحت السيطرة الكاملة للمغول. واسمى دكا ب "جهانكير ناجار" (مدينة جهانكير). وأصبحت المدينة عاصمة مقاطعة البنغال المغولية وبهار وأوريسا في عام 1610، وهي منطقة تشمل الآن بنغلاديش الحديثة وشرق الهند. زار السلطان شاه جهان دكا في عام 1624، وأمضى أسبوعًا في المدينة قبل أن يصبح سلطانًا بأربع سنوات.
أصبحت دكا واحدة من أغنى وأعظم المدن في العالم في فترة 1610-1717، وبالأخص خلال حكم شايسته خان (1644-1677 و1680-1688). كتب توماس بوري، التاجر الإنجليزي الذي زار المدينة في عام 1669 أن المدينة مبنية على شكل دائرة قطرها 40 ميلًا. وقدر أن عدد سكانها بلغ نحو 900,000 نسمة. كانت المدينة مركزًا رئيسيًا لتجارة الشاش في البنغال لدرجة أنه أصبح يعرف ب"دكا" في الأسواق البعيدة مثل آسيا الوسطى. كان في دكا واحدة من أغنى النخب في الهند المغولية.
كان يوجد في شمال الإقليم الحالي ملكية بهاوال وهي زميندار كبير في البنغال (في غازيبور الحديثة، بنغلاديش) حتى ألغيت في عام 1950. في زمن ازدهارها كانت المملكة تتألف من أكثر من 1,500 كيلومتر مربع تضم 2,274 قرية ويعيش فيها حوالي 55,000 قروي. مركز جنوب الإقليم كانت مدينة فاتح أباد، التي أسس فيها السلطان جلال الدين محمد شاه دار سك للعملة في فترة حكمه في أوائل القرن الخامس عشر. أنشأ البريطانيون منطقة فريدبور في عام 1786 وأسست  بلدية فريدبور في عام 1869.
شهدت دكا ثورات لجيش البنغال في ثورة الهند سنة 1857. افتتح في عام 1885 سكة حديد ولاية دكا بخط سكة حديد بطول 144 مترًا (1000 مم) يربط ميمينسينغ وميناء نارايان غانج يعبر دكا، أصبحت المدينة لاحقًا مركزًا لسكة حديد ولاية البنغال الشرقية. مدت خطوط الكهرباء إلى دكا في عام 1901. قُسم البنغال في عام 1905 وأصبحت دكا عاصمة لشرق البنغال الذي يضم معظم بنغلاديش الحديثة وكل ما يعرف الآن بشمال شرق الهند ومقرًا للمجلس التشريعي لشرق البنغال وآسام. ألغي التقسيم لاحقا وأعيد دمجها في في رئاسة البنغال.
بدأ تطوير المدينة فعلًا بعد تقسيم الهند،  أصبحت دكا تعرف بعاصمة باكستان الثانية. أضفي الطابع الرسمي على ذلك في عام 1962 عندما أعلن أيوب خان أن المدينة هي العاصمة التشريعية بموجب دستور عام 1962. بدأ الاقتصاد في التحول نحو التصنيع وفي ضواحي المدينة بنيت أكبر مطحنة للجوت في العالم. افتتحت بورصة دكا في 28 أبريل 1954. وأطلقت شركة خطوط أورينت الجوية خط طيران بين دكا وكراتشي في 6 يونيو 1954. تأسس صندوق دكا للتحسين في عام 1956 لتنسيق تنمية المدينة. ووضعت أول خطة رئيسية للمدينة في عام 1959.

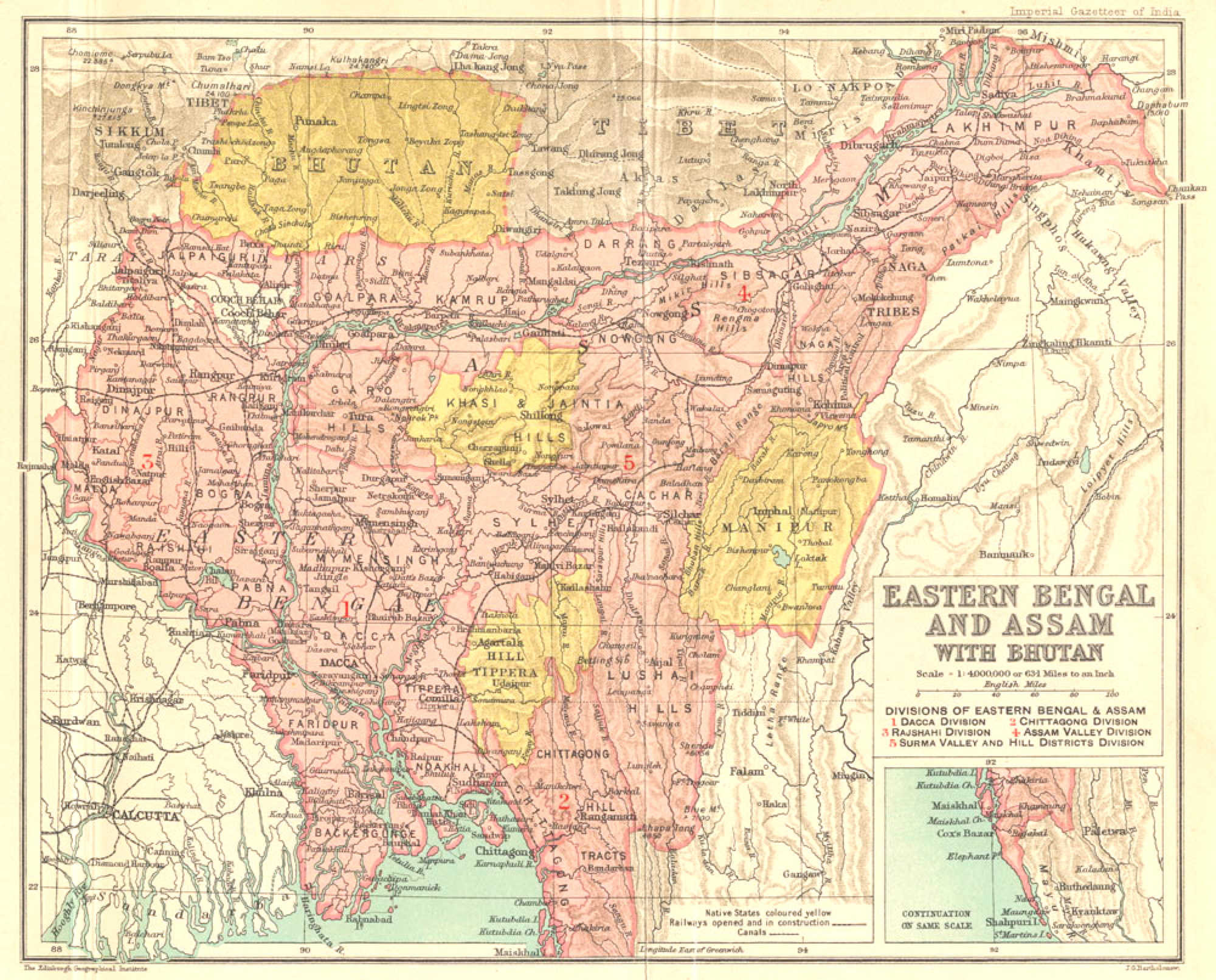
كانت دكا عاصمة البنغال الشرقية وآسام في الراج البريطاني بين عامي 1905 و1912

استقلت بنغلاديش عام 1971 وشهدت فترة ما بعد الاستقلال نموًا سريعًا، فاجتذبت المنطقة العمال المهاجرين من جميع المناطق الريفية في بنغلاديش. في التسعينيات والعقد الأول من القرن الحادي والعشرين، شهدت دكا نموًا اقتصاديًا ملحوظًا وظهور مناطق تجارية غنية ومدن فرعية في التسعينات وعقد 2000. تضاعف عدد سكان المدينة من 6 ملايين إلى 12 مليون نسمة بين عامي 1990 و2005.

## السكان
| الدين في إقليم دكا (2022) | الدين في إقليم دكا (2022) | الدين في إقليم دكا (2022) | الدين في إقليم دكا (2022) | الدين في إقليم دكا (2022) |
| ------------------------- | ------------------------- | ------------------------- | ------------------------- | ------------------------- |
| الدين                     | الدين                     |                           | النسبة                    | النسبة                    |
| الإسلام                   | الإسلام                   |                           | 93.40%                    | 93.40%                    |
| الهندوسية                 | الهندوسية                 |                           | 6.26%                     | 6.26%                     |
| المسيحية                  | المسيحية                  |                           | 0.28%                     | 0.28%                     |
| أخرى                      | أخرى                      |                           | 0.06%                     | 0.06%                     |

يُشكِّل المسلمون الغالبية العظمى من السكان بنسبة 93.40٪ (41,295,740 مسلم) يليهم الهندوس بنسبة 6.26٪ (2,766,723 هندوسي) ثم المسيحيون بنسبة 0.28٪ (124,349 مسيحي) وأصحاب الديانات الأخرى بنسبة 0.06٪ (20,341 شخص).